# Sistema di raccolta pneumatica dei rifiuti
Il sistema di raccolta pneumatica dei rifiuti (in inglese Automated Vacuum Waste Collection System, in svedese Sopsug) è un sistema che sostituisce i camion della spazzatura e i vecchi bidoni. Funziona grazie a dei bidoni forati sul fondo collegati a dei tubi sotterranei uniti tra loro ad un centro di smaltimento specializzato. Questo centro risucchia i rifiuti gettati nel tubo e li differenzia in rifiuti organici, rifiuti del vetro, della carta e della plastica. Quindi vengono ammucchiati i vari gruppi di rifiuti e vengono portati in un centro di riciclaggio.

## Storia
Il sistema è nato in Svezia nel 1961, dove venne installato per la prima volta all'ospedale di Sollefteå. Il primo sistema residenziale venne installato nel nuovo quartiere residenziale di Ör-Hallonbergen a Sundbyberg, nel 1965. Gli inventori del sistema furono quattro tecnici svedesi: Torsten Karefelt, Olle Genberg, Sten Olsson e Olof H. Hallström. Quest'ultimo era il presidente di Centralsug AB (oggi Envac AB), che è ancora un'importante azienda del settore.

## Sistemi attualmente attivi
Attualmente ci sono più di mille sistemi del genere installati in varie parti del mondo: Europa, Medio Oriente, Asia orientale, America settentrionale. Tra le città più importanti dove funziona un sistema simile si ricordano Stoccolma, Londra e Barcellona.

### In Italia
Il primo sistema di raccolta pneumatica dei rifiuti in Italia è stato realizzato dalla fine del 2014, nel quartiere Porta Nuova di Milano. Questa tecnologia, denominata Automatic Waste System, consentirà il trasporto sotterraneo dei rifiuti (organico, indifferenziato, plastica e carta), dal grattacielo verso una centrale di raccolta sotterranea. Si tratta della prima applicazione in Italia di un impianto di raccolta pneumatica dei rifiuti in ambito residenziale.
Anche l'Eurosky Tower di Roma entrerà in funzione nel 2015. Un sistema simile era già stato realizzato nel 2008 per il Centro Servizi Donato Menichella, il business park romano della Banca d'Italia, in cui è installato un impianto di raccolta pneumatica dedicato esclusivamente alla movimentazione della carta.
Alcuni comuni come Roma e Milano stanno prendendo in esame la possibilità d'installare sistemi simili.